# Solemya velum
Solemya velum – gatunek mięczaka należącego do podgromady pierwoskrzelnych.
Muszla wielkości 2–2,5 cm. Niektórzy podają maksymalną wielkość muszli 3,8 cm. Kształtu podłużnego. Kolor muszli brązowy do brązowo-zielonego.
Siedliskiem są płytkie wody. Bytuje zagrzebany w piasku i mule.
Są rozdzielnopłciowe, bez zaznaczonych różnic płciowych w budowie muszli. Odżywiają się planktonem oraz detrytusem.
Występuje w Ameryce Północnej na terenie USA i Kanady od Nowej Szkocji do Florydy.